# Shinisauria
De Shinisauria zijn een clade of evolutionaire groep van uitgestorven anguimorfe hagedissen die de huidige Chinese krokodilhagedis Shinisaurus en een aantal van zijn naaste uitgestorven verwanten omvat. 
De Shinisauria werden in 2008 door Jack Lee Conrad gedefinieerd als een op stam gebaseerd taxon dat alle anguimorfen omvat die nauwer verwant zijn aan Shinisaurus crocodilurus dan aan Anguis fragilis, Heloderma suspectum of Varanus varius. 
Verschillende recente fylogenetische analyses van evolutionaire verwantschappen tussen hagedissen plaatsen Shinisauria in een basale positie binnen de clade Platynota, die ook varanen, helodermatiden en de uitgestorven Mosasauridae omvat. Van Shinisauriden werd ooit gedacht dat ze nauw verwant waren aan het geslacht Xenosaurus, maar ze worden nu beschouwd als verre verwanten binnen de Anguimorpha. Het fossielenbestand van shinisauriërs gaat terug tot het Vroeg-Krijt met Dalinghosaurus, die afkomstig is van de oude Yixian-formatie uit het Aptien van China. Twee andere uitgestorven shinisauriërs zijn momenteel bekend: Bahndwivici uit het Eoceen van Wyoming en Merkurosaurus uit het Laat-Oligoceen van Duitsland en het Vroeg-Mioceen van de Tsjechische Republiek. Een onbepaalde shinisauriër is bekend van een losse staart, gevonden in de Groeve Messel uit het Eoceen van Duitsland.